# 3 Words
3 Words (рус. Три слова) — дебютный сольный студийный альбом британской поп-певицы Шерил Коул, выпущенный 23 октября 2009 года лейблом Fascination Records. Альбом дебютировал в UK Albums Chart с первой строчки с объёмом продаж в 125,271 копий. Альбом провёл на этой позиции ещё неделю. Записываясь в Лос-Анджелесе и Лондоне, Коул сотрудничала, главным образом, с will.i.am из Black Eyed Peas. Диск получил умеренные оценки, заработав рейтинг 62 из 100 на Metacritic.
Альбому предшествовал сингл «Fight for This Love», который стал самым быстро продаваемым синглом 2009 года в Великобритании, достигнув первой строчки в UK Singles Chart, так же, как и в Ирландии, Дании, Норвегии, Венгрии. Также, 3 Words был сертифицир|ован как трижды платиновый в Великобритании (было продано более 900000 копий).

## Создание альбома
27 апреля 2009 года было объявлено, что участница поп-группы Girls Aloud Шерил Коул работает над сольным материалом. Тайо Крус, английский певец, автор песен и музыкальный продюсер, написал две песни для альбома. Первая имела название «Break your heart» и была написана специально для Шерил, но на лейбле посчитали, что она слишком похожа на песню will.i.am — «Heartbreaker», в записи которой ранее принимала участие Шерил. Позже эта песня была включена во второй альбом Круса и, будучи выпущенной в качестве первого сингла, возглавила UK Singles Chart. Вторая песня из написанных Крусом, «Stand Up», вошла в альбом.
Автором обложки альбома стал британский фотограф Ник Найт. Название альбому дала заглавная композиция — дуэт с will.i.am и, по признанию самой Шерил, её любимая песня на альбоме. Песню «Parachute», написанную певицей и автором песен Ингрид Майклсон и музыкальным продюсером Маршаллом Альтманом, Коул назвала «уникальной», а строчку «you are your own worst enemy, you’ll never win the fight» — любимой с альбома.
Песня «Don’t talk about this love» была написана Николой Бедингфилд, младшей сестрой певицы Наташи Бедингфилд. Эта песня также была ранее записана самой Николой для её первого мини-альбома.

## Релиз
3 Words был выпущен в Великобритании 26 октября 2009 года. Ограниченная версия издания для поклонников была доступна на официальном сайте Шерил Коул.

### Синглы
- «Fight for This Love» — первый сингл с альбома. Первое выступление Шерил с этой песней состоялось на шоу The X Factor, и уже на следующей неделе сингл дебютировал на первой строчке британского и ирландского чартах. Также он занял первое место в чартах Норвегии, Венгрии и Дании. В Австралии сингл стал вторым. В Великобритании сингл был сертифицирован как платиновый.
- «3 Words» — второй сингл для Великобритании и Ирландии (получил четвёртое и седьмое места соответственно). Кроме того, он был выпущен в качестве ведущего сингла в Австралии и занял в пятое место. Сингл был сертифицирован как серебряный в Великобритании и платиновый в Австралии.
- «Parachute» — третий сингл с альбома, на данный момент выпущен только в Великобритании и Ирландии. Пиковой позицией в UK Singles Chart для этой песни стала пятая строчка. Также, в Великобритании был сертифицирован как серебряный.

## Поддержка альбома
В мае и июне 2010 года Шерил выступала на разогреве у Black Eyed Peas в их мировом турне в поддержку альбома The E.N.D. Она исполняла такие песни, как Fight for this Love, Boy Like You, Make Me Cry, Parachute, Fireflies, 3 Words, Rain on Me и Stand Up.

## Список композиций
| №   | Название                                         | Автор(ы)                                       | Продюсер                      | Длительность |
| --- | ------------------------------------------------ | ---------------------------------------------- | ----------------------------- | ------------ |
| 1.  | «3 Words» (featuring will.i.am)                  | William Adams, George Pajon, Cheryl Cole       | will.i.am                     | 4:33         |
| 2.  | «Parachute»                                      | Ingrid Michaelson, Marshall Altman             | Syience, will.i.am            | 3:40         |
| 3.  | «Heaven» (featuring will.i.am)                   | Adams, Cole, Stacy Barthe                      | will.i.am                     | 4:36         |
| 4.  | «Fight for This Love»                            | Andre Merritt                                  | Wayne Wilkins, Steve Kipner   | 3:43         |
| 5.  | «Rain on Me»                                     | Louis Biancaniello, Olivia Waithe, Kipner      | Wayne Wilkins, Samuel Watters | 3:44         |
| 6.  | «Make Me Cry»                                    | Adams, Cole, Caleb Speir                       | will.i.am                     | 4:35         |
| 7.  | «Happy Hour»                                     | Carsten Schack, Kenneth Karlin, Priscila Renea | Soulshock & Karlin            | 4:06         |
| 8.  | «Stand Up»                                       | Taio Cruz, Fraser T. Smith                     | Taio Cruz, Fraser T. Smith    | 3:23         |
| 9.  | «Don't Talk About This Love»                     | Chris Braide, Nikola Bedingfield               | Syience                       | 3:45         |
| 10. | «Boy Like You» (featuring Will.i.am)             | Adams, Cole                                    | will.i.am                     | 4:30         |
| 11. | «Heartbreaker» (will.i.am featuring Cheryl Cole) | Adams                                          | will.i.am                     | 3:14         |

## Позиции в чартах
| Страна                  | Высшая позиция |
| ----------------------- | -------------- |
| Австралия               | 31             |
| Австрия                 | 26             |
| Бельгия                 | 96             |
| Германия                | 42             |
| Греция                  | 15             |
| Ирландия                | 2              |
| Испания                 | 64             |
| Италия                  | 56             |
| Нидерланды              | 49             |
| Франция                 | 53             |
| Швеция                  | 42             |
| Швейцария               | 52             |
| Шотландия               | 1              |
| UK Albums Chart         | 1              |
| European Top 100 Albums | 7              |